# 凱蒂蓮
凱蒂蓮（英語：k.d. lang，又譯kd朗，1961年11月2日—）是一名获过格莱美奖的加拿大女歌手和创作型歌手。被授过加拿大勋章。凱蒂蓮為一出櫃的女同性戀者。

## 个人生平

### 早年经历
蓮原名凱瑟琳·道恩·蓮（Kathryn Dawn Lang），父母是Fred Lang和Audrey Lang。当她九个月大的时候，全家迁往艾伯塔市Consort，她与三兄妹在这个加拿大草原上度过了童年。
在红鹿学院就读时，蓮开始对乡村音乐产生兴趣。后来，她被珮西·克萊恩的音乐及生平吸引住，并决定了最终成做名专业歌手的梦想。1983年，蓮组建了一个翻唱乐团，名为The Reclines，意在向克萊恩致敬。这个乐团的首张专辑是《Friday Dance Promenade》。同年，她制作了一部行为艺术短片，内容是为一名叫做Barney Clark的退休的美国牙医的一个长达七个小时的人工心脏移植手术。1984年，蓮发布《A Truly Western Experience》，得到大量好评，并引起遍及全国的关注。
蓮录制的多张专辑得到好评。1985年，她获得朱诺奖最佳最有潜力女歌手奖。在领奖时她身着婚纱，戏谑式地说了很多在将来她将要所做的一切，这样才叫做“最有潜力”。她总共获得过八次朱诺奖。
1986年，她与田纳西纳什维尔的一家美国唱片公司Dave Edmunds签约，1987年出的唱片《Angel with a Lariat》得到的评价非常刻薄。

### 成名历程

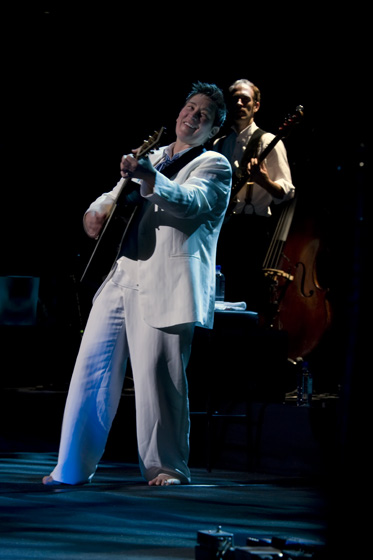
K.D. Lang

1989年，羅伊·奧比森邀请蓮参与合作二重唱专辑《Crying》，该合集赢得了格莱美奖最佳乡村演唱合作奖。这是她的音乐生涯的一次飞跃。
蓮的专辑《Shadowland》是由传奇性制作人Owen Bradley制作，被视为民谣音乐中的重要作品。同年，她在於艾伯塔卡尔加里举办的第十五届冬季奥林匹克运动会闭幕式晚会上演唱了〈Turn Me Round〉。过后，她与Jeniffer Warnes和邦妮·瑞特为羅伊·奧比森的表演特輯《羅伊·奧比森與朋友：黑白之夜》中演唱了背景音乐。1988年蓮作为Pee-wee's Playhouse Christmas Special的特邀演员，演唱过〈Jingle Bell Rock〉。
1990年，蓮在向科尔·波特致敬的专辑Red Hot + Blue中，翻唱了波特的〈So in Love〉，并拍摄MTV。这张专辑旨在推动艾滋病研究与治疗。
1992年，蓮發表现代成人流行乐专辑《Ingénue》，其中流露出些许乡村音乐的痕迹；这张专辑收录了蓮最受欢迎的〈Constant Craving〉。这首歌带来数百万的销量，还有大量尖锐的评论，赢得格莱美奖最佳流行音乐表演女歌手奖项。同张专辑的〈Miss Chatelaine〉也入选前十。这首Salsa风格的歌很具讽刺意味：Chatelaine是一本加拿大女性杂志，曾经评选蓮为“年度女性”。这首歌的MTV表现了蓮在Lawrence Welk节目中艳丽的柔色和大量的泡泡中间略带怀旧情怀夸张地表现其女性特征的镜头。
1993年，蓮在很大程度上帮助葛斯·范·桑完成电影《小女子大指公》的背景音乐。蓮为1997年改编的电影《情迷殺人夜》翻唱了歌曲〈Skylark〉。詹姆斯·龐德系列电影《新铁金刚之明日帝国》的片尾歌〈Surrender〉由蓮演唱，此歌由詹姆斯·龐德电影作曲者David Arnold发布在他的专辑《Shaken and Stirred: The David Arnold James Bond Project》里。
1996年，蓮被政府官员授予加拿大勋章。
1997年，关注吸烟现象的专辑《Drag》发行。这张专辑的封面是穿着男装的蓮，表现的是词语「drag」的另一层意思：異装。《Drag》包含的曲目有四十年代的歌曲〈Smoke Dreams〉、Steve Miller乐团的〈The Joker〉、邪典电影《風月泣殘紅》的主题曲〈Smoke Rings〉和其它八首与吸烟有关的歌曲。
1999年，蓮被列入《滚石杂志》VH-1「百名最杰出女性」榜单第三十三名，与其他七位女歌手被列入CMT电视台「四十名最杰出乡村音乐歌手」，位居第二十六名。其他七人分别是：Linda Ronstadt、珮西·克萊恩、桃麗·芭頓、Tammy Wynette、Loretta Lynn、Lucinda Williams和Emmylou Harris。
2003年，她赢得第四个格莱美奖，这次是因与托尼·班内特合作创作的专辑《A Wonderful World》而获得「最佳传统流行乐专辑」。
随后的巡回表演带来的是不断的叫好与喝彩。2004年，《纽约时报》的Stephen Holder对她的评论充满赞誉之辞。
同年，她发布《Hymns of the 47th Parallel》。这张专辑收录的都是翻唱偶像级加拿大英语创作人的作品，有Bruce Cockburn、里奥纳德·科恩、琼尼·米歇尔、Ron Sexsmith、Jane Siberry和尼爾·楊。据来自加拿大唱片行业协会的数据称，2006年4月这张唱片的销量达到超过十万张的白金级。2007年11月这张唱片在澳大利亚的销量达到十四万的双白金级。
同样是在2004年，她为迪士尼动画《放牛吃草》演唱了〈Little Patch of Heaven〉。
2006年11月29日，她在加拿大蒙特利尔举办的世界同志运动会的开幕式上演唱了〈Constant Graving〉。
2006年，蓮和Madeleine Peyroux一同翻唱了琼尼·米歇尔的歌曲〈River〉，发布在Peyroux的专辑《Half the Perfect World》上。同年，蓮被邀参与Nellie McKay的第二张专辑《Pretty Little Head》，与她一同演唱了〈We Had it Right〉。亦是同年，蓮为电影《快乐脚》演唱了披头士乐队的〈Golden Slumbers〉。
在2007年，蓮和歌手安·玛莉重新演绎了玛莉的金曲〈A Love Song〉，成为玛莉专辑《Anne Murray Duets: Friends and Legends》中的主打歌。这首歌是在洛杉矶录制的。在玛莉的官方网站上，展示着一张玛莉和蓮同时跪在好莱坞星光大道上玛莉的星星后面的照片。安·玛莉是蓮的少年偶像之一。
2008年2月5日，蓮发行了《Watershed》，这张专辑所有歌曲由蓮创作。这是在2000年的《Invincible Summer》之后的再一次全创作专辑。

### 演艺生涯
1991年，蓮领衔出演戏剧电影《Salmonberries》。同年，与伊万·迈克格雷戈和艾希莉·賈德共同出演《燃情追蹤》。蓮在2006年未掛名客串电影《艷屍案中案》中的休閒室歌手。她也在情景喜剧《The Larry Sanders Show》、《老公老婆不登對》和《Ellen》中客串角色。

## 评价
2008年6月3日，Lang的名字加入加拿大星光大道。

## 专辑列表[6]
1. Angel With A Lariat
2. Shadowland
3. Absolute Torch and Twang
4. Ingenue
5. Even Cowgirls Get The Blues
6. All You Can Eat
7. Drag
8. Invincible Summer
9. Live By Request
10. A Wonderful World with Tony Bennett
11. Hymns of the 49th Parallel
12. Reintarnation
13. Watershed